# Anyós
Anyós ([əˈɲos]) is een dorp (Catalaans: quart) in de Andorrese parochie La Massana en telt 667 inwoners (2009). Bovenaan Anyós staat de iconische Sint-Christoffelkerk.
Het festa major van Anyós vindt elk jaar plaats op 10 juli.

## Geografie
In het zuiden wordt Anyós van Escaldes-Engordany gescheiden door de rotskam Solà d'Engordany, op de noordflank van dewelke het Bosc de Padern ligt. In het zuidoosten vormt de Pic de Padern (1857 m) de grens met zowel Escaldes-Engordany als Encamp. In het noorden ligt de Solà del Quart Mitger tussen Anyós en L'Aldosa de la Massana.

### Oppervlaktewater
De Valira del Nord, zijrivier van de Valira, scheidt Anyós in het westen van Sispony. Door het dorp lopen een aantal zijrivieren van deze rivier, van noord naar zuid zijn dat de Riu dels Cortals (met zijrivieren Riu de la Bixellosa, Riu del Solanyó en Riu de l'Aspra), de Riu de Font Amagada en de Riu de Padern (met het Canal del Bosc de Coma). Zuidelijk van de Riu de Padern liggen nog het Canal de les Veces en het Canal de la Vinya, die niet uitmonden in de Valira del Nord. Veel van deze riviertjes komen 's zomers droog te liggen.
Nabij Anyós liggen de bronnen Font del Castellar en Font de Mallol.

## Bezienswaardigheden
- De Pont de Sant Antoni de la Grella
- De Sint-Christoffelkerk (església de Sant Cristòfol d'Anyós)

## Fotogalerij

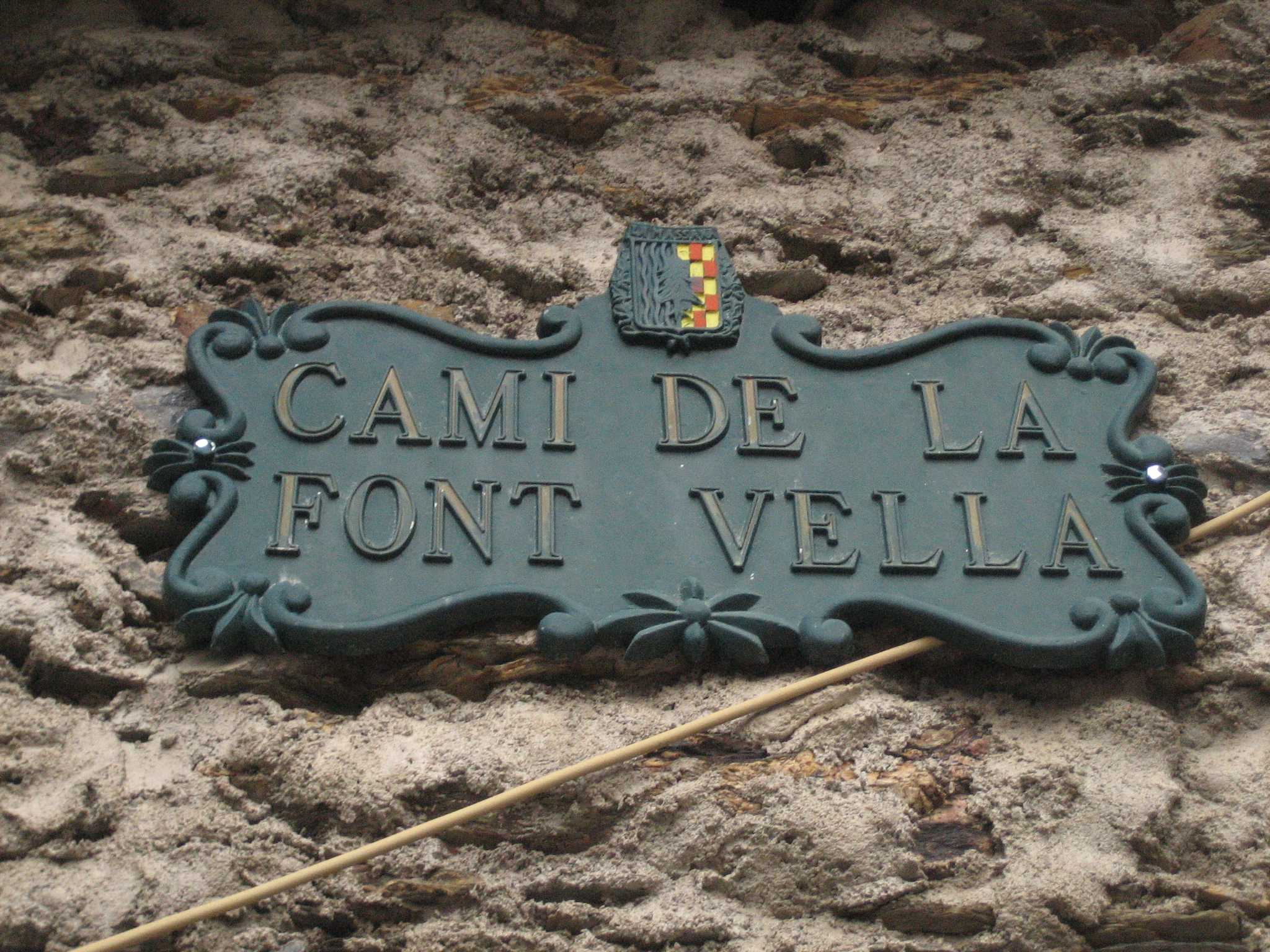
Straatnaambord Camí de la Font Vella
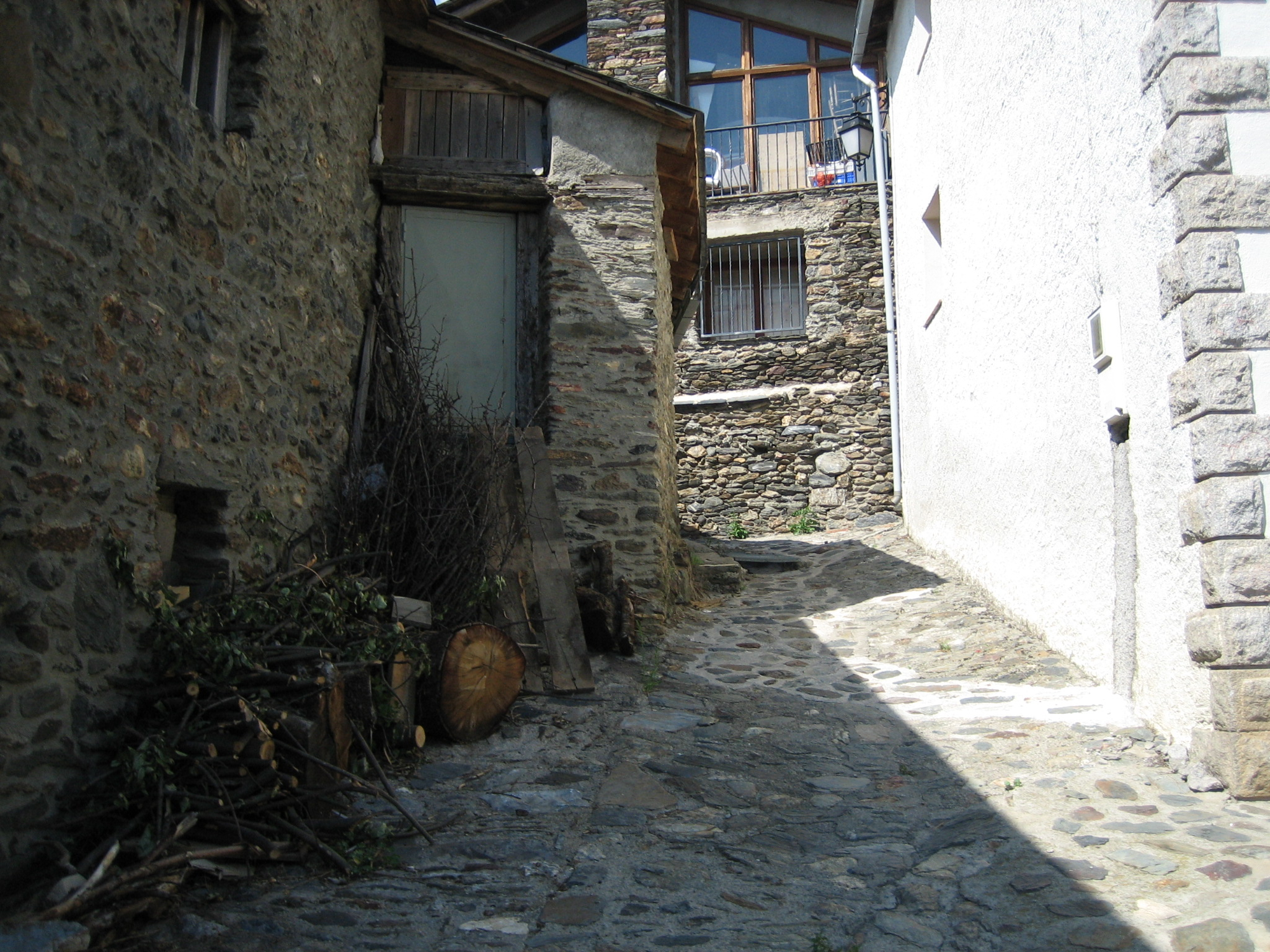
Het centrum bestaat uit smalle kasseistraatjes (hier: Camí de les Corts Noves)
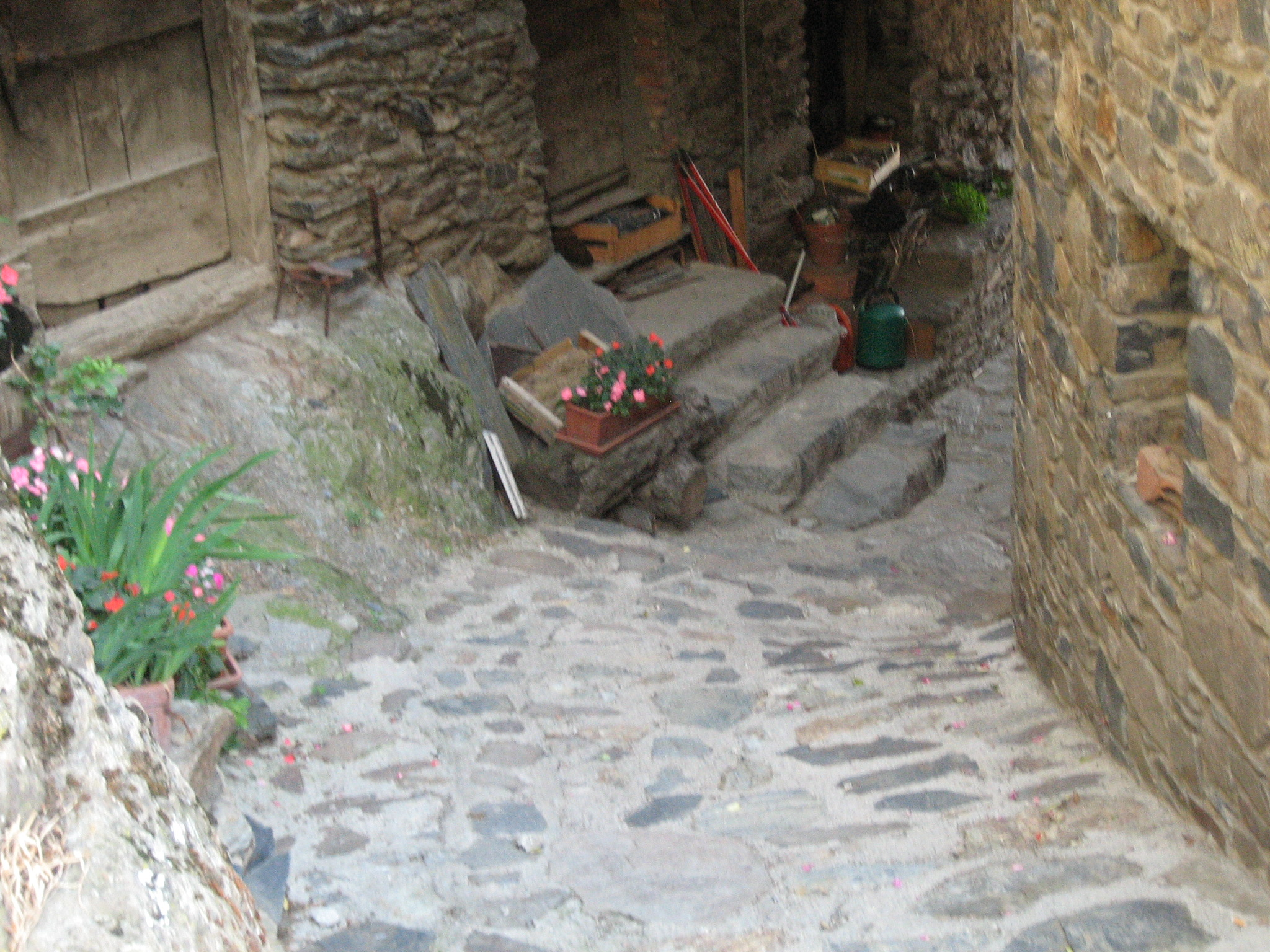
De Camí del Querol
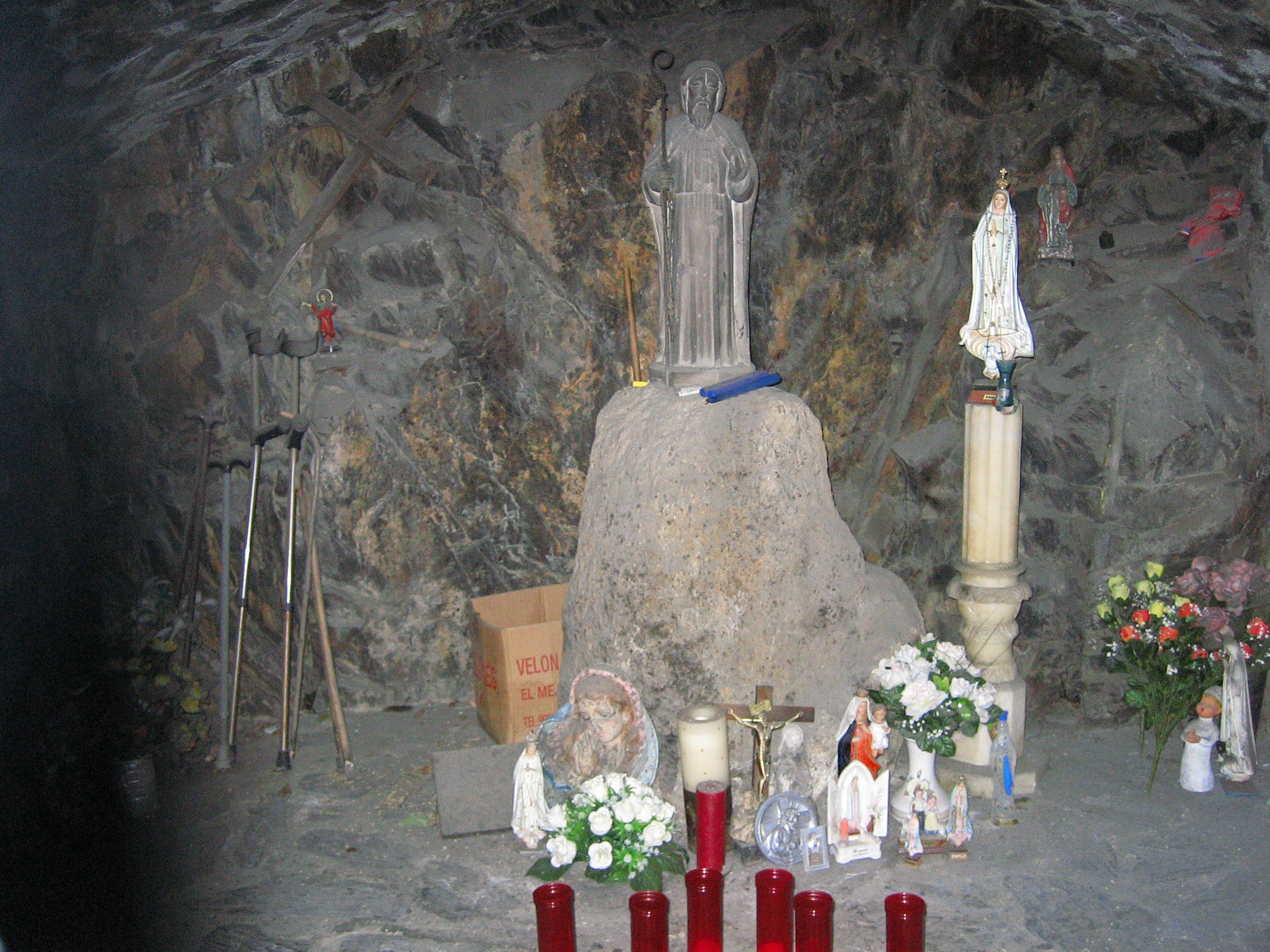
Oratorium nabij de Pont de Sant Antoni de la Grella
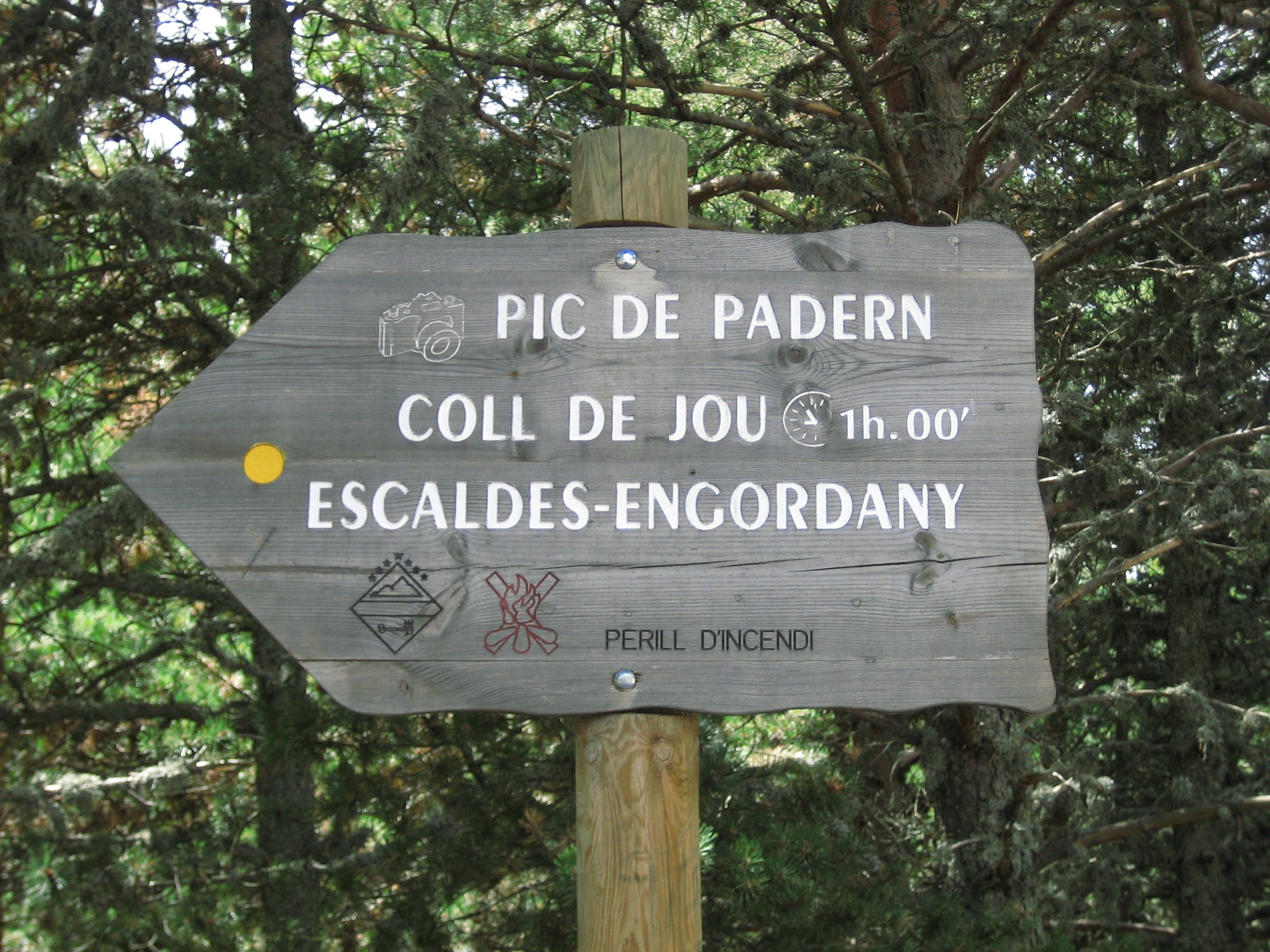
Wandelbord op de weg naar de top van de Pic de Padern
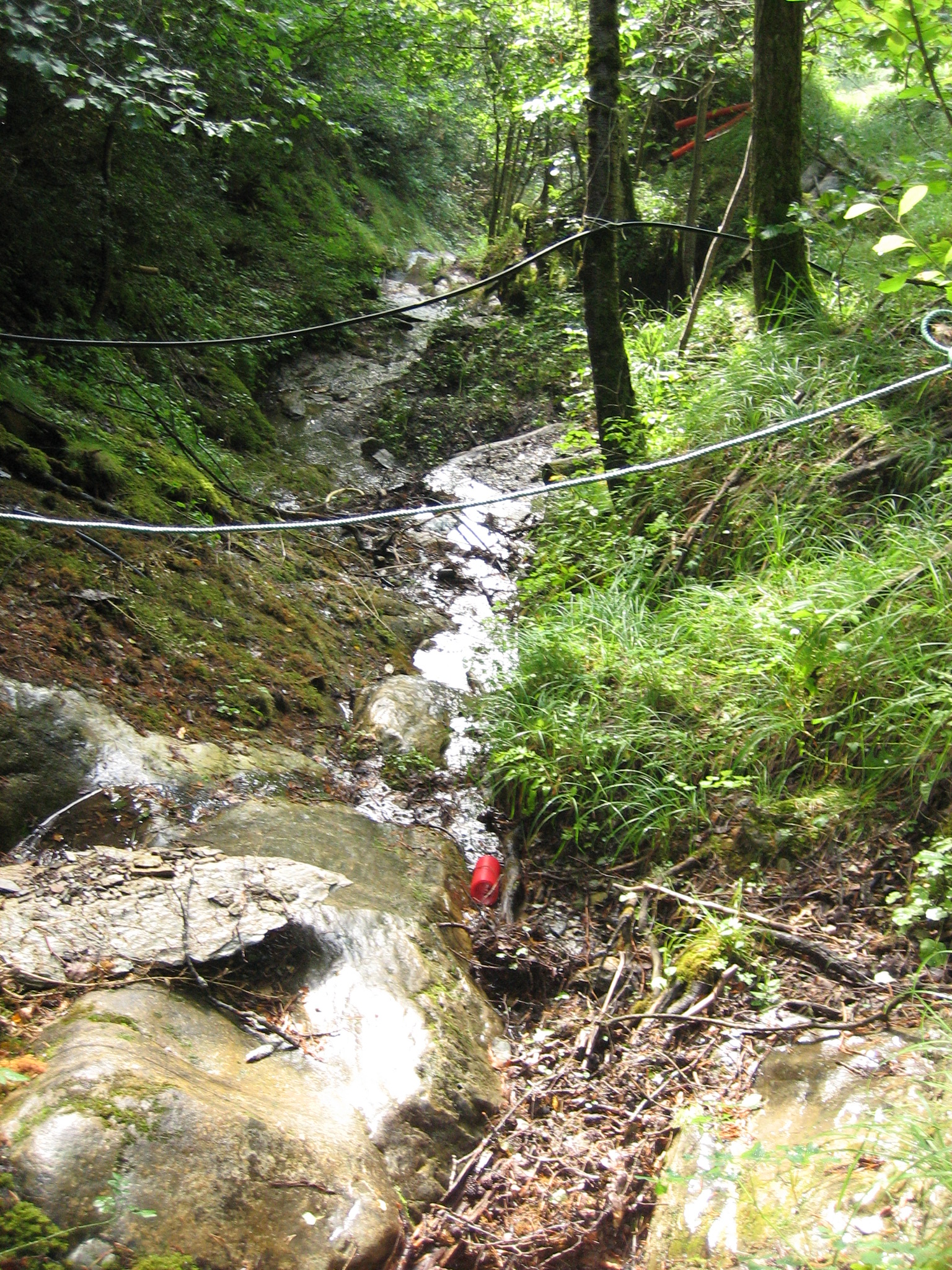
De Riu de Padern
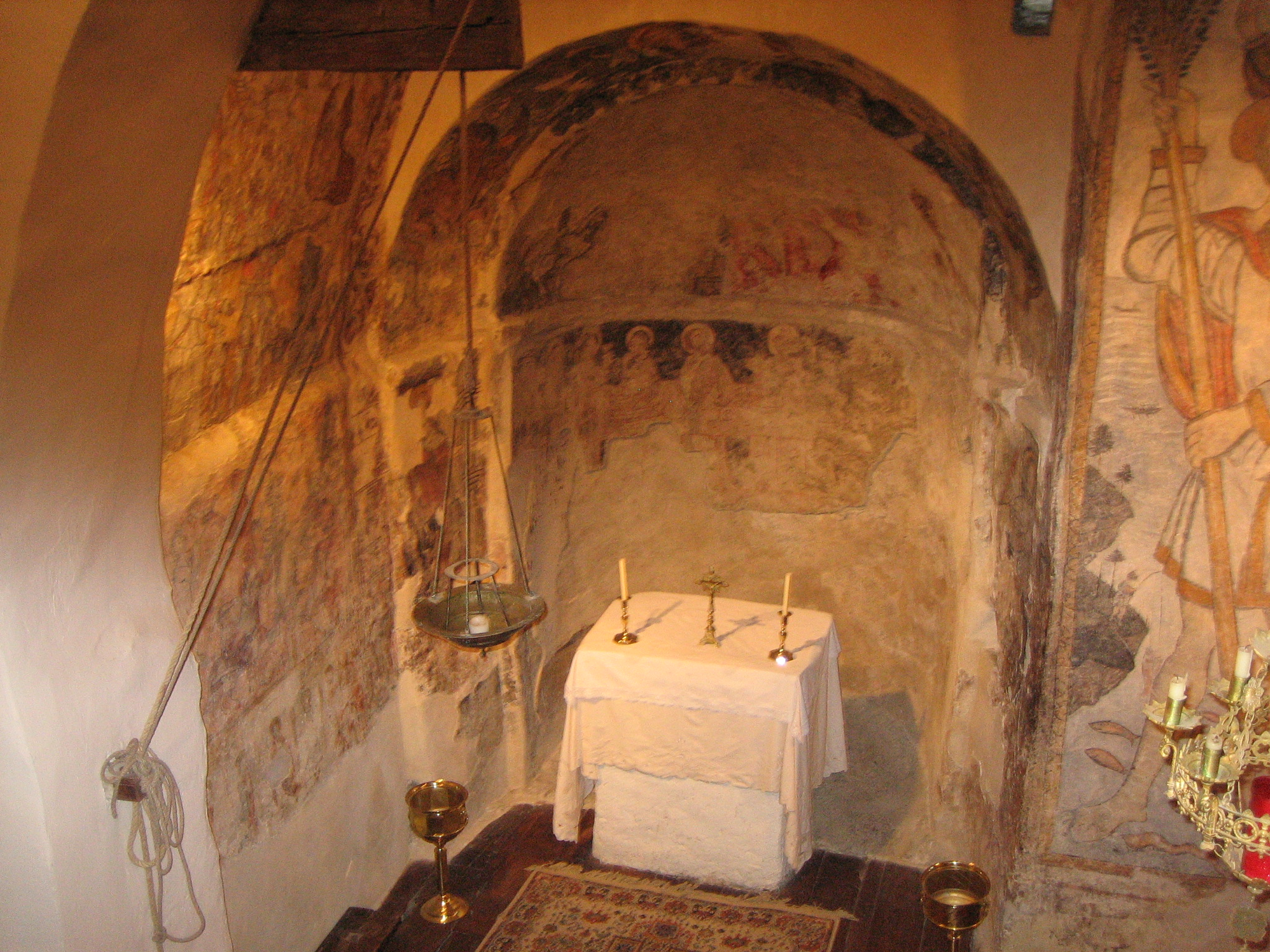
Interieur van de Sint-Christoffelkerk vanop het doksaal
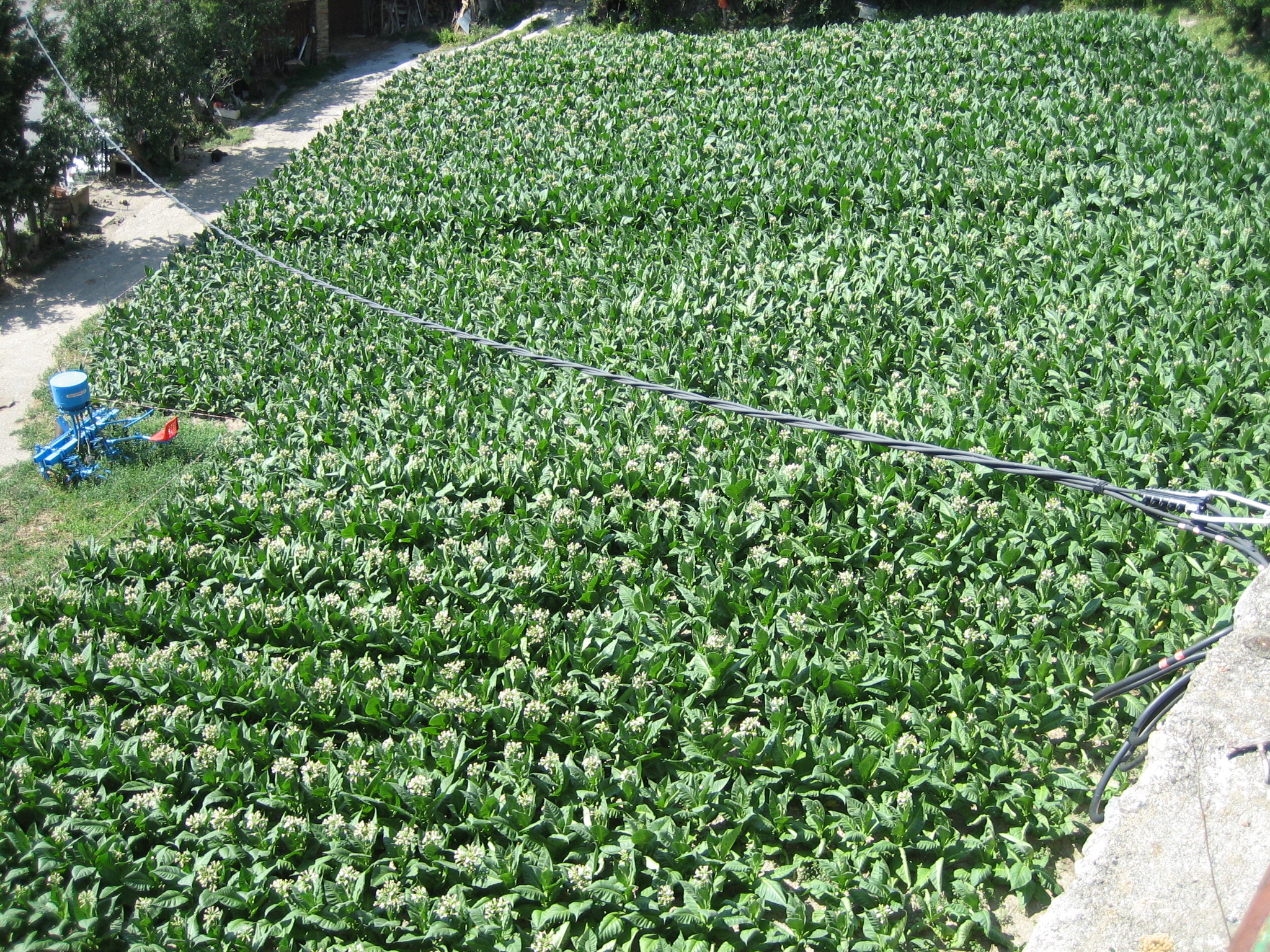
Tabaksveld
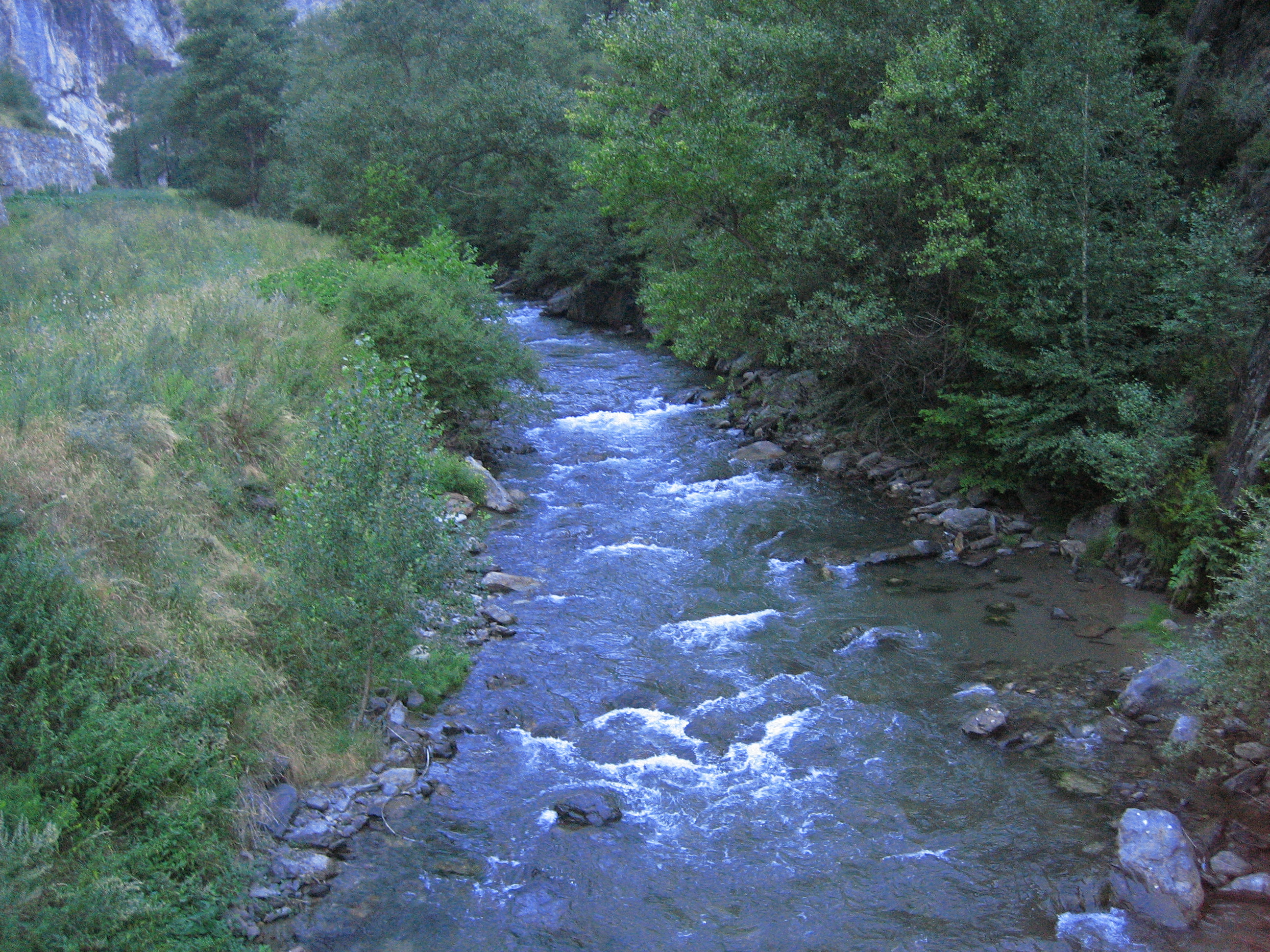
De Valira del Nord vanop de Pont de Sant Antoni de la Grella

Quarts: Anyós · Arinsal · Erts · L'Aldosa de la Massana · La Massana · Pal · Sispony

Andere kernen: El Pui · Escàs · Mas de Ribafeta · Puiol del Piu · Xixerella